# Беккантрі

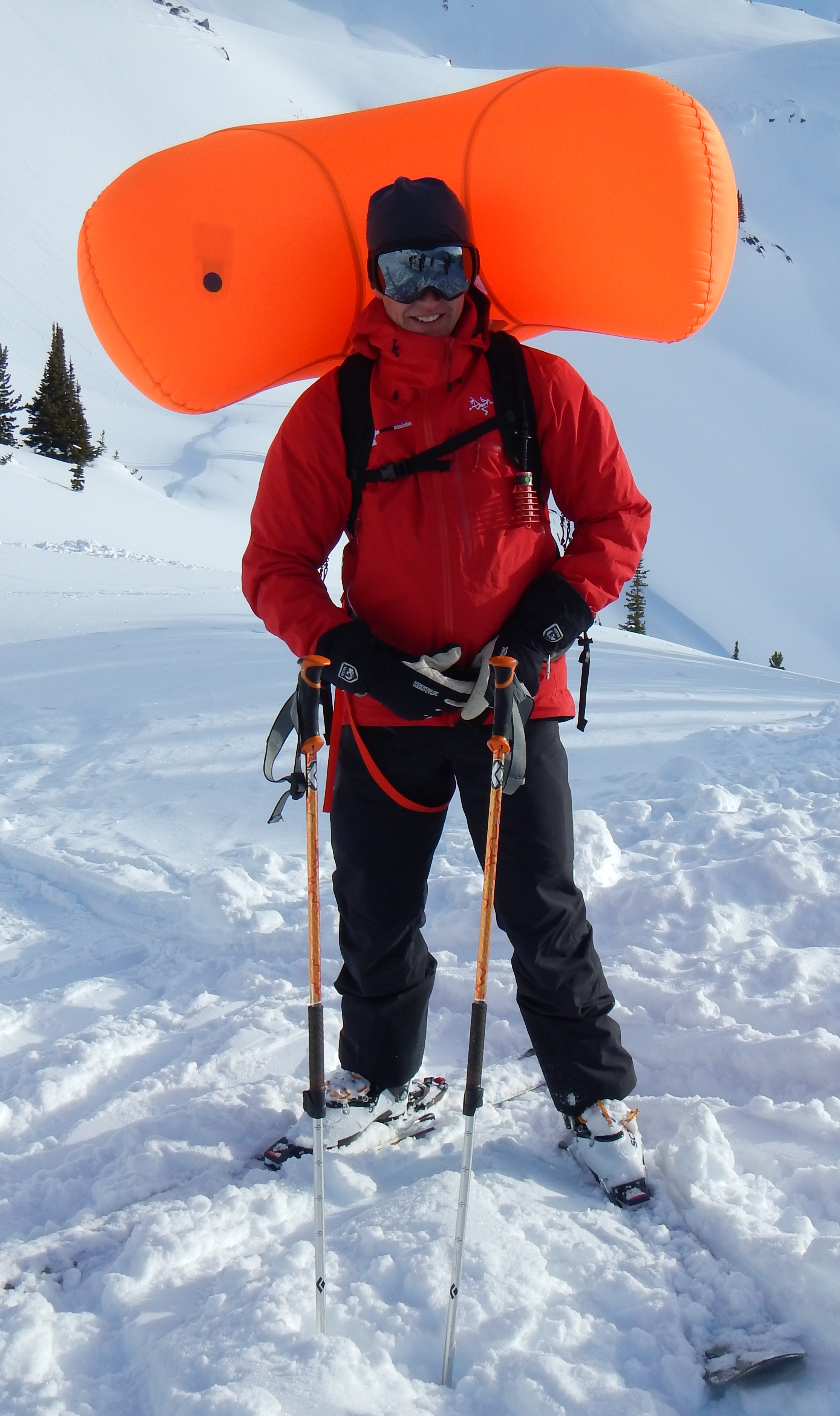
Беккантрі

Беккантрі (англ. backcountry — віддалена місцевість) — поняття, пов'язане з зимовими видами спорту, а точніше гірськолижним спортом і сноубордом. Це піше сходження на вершини, не обладнані механізованими засобами підйому (канатними дорогами та ін) з подальшим спуском на лижах або сноубордах по непідготовлених схилах. Цей вид активного відпочинку являє собою синтез гірського туризму та зимових видів спорту. Підніматися можуть пішки або снігоступах.